# Allocosa woodwardi
Allocosa woodwardi är en spindelart som först beskrevs av Simon 1909.  Allocosa woodwardi ingår i släktet Allocosa och familjen vargspindlar.
Artens utbredningsområde är Western Australia. Inga underarter finns listade i Catalogue of Life.